# Jenny Agutter
Jennifer "Jenny" Ann Agutter (Taunton, 20 december 1952) is een Britse actrice. In 1964 maakte ze in East of Sudan haar film- en acteerdebuut.
In 1972 won ze een Emmy Award voor haar bijrol in de televisiefilm The Snow Goose en in 1978 een BAFTA Award voor die in de toneelverfilming Equus.
Jenny Agutter trouwde in 1990 met Johan C. S. Tham, met wie ze in datzelfde jaar haar zoon Jonathan kreeg.

## Filmografie (incompleet)
- The Railway Children Return (2022)
- Captain America: The Winter Soldier (2014)
- The Avengers (2012)
- Glorious 39 (2009)
- Act of God (2008)
- Irina Palm (2007)
- Heroes and Villains (2006)
- At Dawning (2002)
- The Parole Officer, (2001)
- Child's Play 2 (1990)
- Darkman (1990)
- An American Werewolf in London (1981)
- The Tragedy of Othello, the Moor of Venice (1981)
- Late Flowering Love (1981)
- The Survivor (1981)
- Amy (1981)
- Sweet William (1980)
- The Riddle of the Sands (1979)
- Amore, piombo e furore (1978, aka Love, Bullets and Frenzy)
- Dominique (1978)
- Equus (1977)
- Logan's Run (1976)
- The Eagle has landed (1976)
- Walkabout (1971)
- The Railway Children (1970)
- A Man Could Get Killed (1966)
- East of Sudan (1964)
- I Start Counting (1969)
- Star! (1968)
- Gates to Paradise (1968)
- East of Sudan (1964)

## Televisieseries
*Exclusief eenmalige gastrollen
- Call the Midwife - Sister Julienne (sinds 2012)
- Monday Monday - Jenny (sinds juli 2009)
- The Invisibles - Barbera Riley (2008, zes afleveringen)
- The Alan Clark Diaries - Jane Clark (2004-06, zes afleveringen)
- Spooks - Tessa Phillips (2002-03, acht afleveringen)
- And the Beat Goes On - Connie Fairbrother Spencer (1996, acht afleveringen)
- The Buccaneers - Idina Hatton (1995, vier afleveringen)
- TECX - Kate Milverton (1990, zeven afleveringen)
- The Railway Children - Roberta Faraday (1968, zeven afleveringen)